# Herta Wittenberge
Der SC Herta Wittenberge war ein deutscher Fußballclub aus Wittenberge im heutigen Landkreis Prignitz. Heimstätte war der Herta-Platz.

## Verein
Der SC Herta Wittenberge wurde 1909 unter der Bezeichnung FC Herta Wittenberge gegründet, vollzog aber 1920 eine Umbenennung in SC Herta. 1922 fusionierte der Club mit dem MTV Germania 1898 kurzzeitig zum TSV Wittenberge, die Fusion wurde bereits 1924 wieder aufgelöst.
Auf sportlicher Ebene agierte der Club analog zu den Lokalrivalen Singer Wittenberge oder Minerva Wittenberge in der Meisterschaft des Verbandes Mitteldeutscher Ballspiel-Vereine (Gau Altmark), deren Endrunde insgesamt viermal erreicht wurde. In den Spielzeiten 1916/17 sowie 1917/18 scheiterte die Herta jeweils am Magdeburger FC Viktoria 1896. 1924/25 konnte sich der Club über den FC Salzwedel 09 für das Mitteldeutsche Achtelfinale qualifizieren, unterlag dem klar favorisierten FC Wacker Halle aber mit 2:12. Auch in der Folgesaison gelang der Herta nach einem 3:2-Sieg über den VfB 07 Klötze noch einmal das Erreichen des Achtelfinales und verlor dort mit 2:5 gegen Viktoria Zerbst.
In der Folgezeit trat der Club nicht mehr höherklassig in Erscheinung, etwaige Teilnahmen an der Gauliga Mitte fanden nicht statt. 1945 wurde Herta Wittenberge aufgelöst, die später gegründete CM Veritas Wittenberge ist kein direkter Nachfolgeverein.

## Statistik
- Teilnahme Endrunde VMBV: 1916/17, 1917/18, 1924/25, 1925/26